# Fronting
Fronting bezeichnet die Asymmetrie eines Peaks in der Chromatographie, bei dem der Hinterteil relativ zur Basislinie steiler ist als der Vorderteil. In der Papierchromatographie und Dünnschichtchromatographie erkennt man es an der Fleckverbreiterung in Laufrichtung der Laufmittelfront.
Ein Synonym ist Leading. Der umgekehrte Fall wird als Tailing bezeichnet.